# Falkenbach (Band)
Falkenbach ist ein Viking-/Pagan-Metal-Projekt des in Island aufgewachsenen und inzwischen wieder in Deutschland (Düsseldorf) lebenden Markus „Vratyas Vakyas“ Tümmers (dt. ‚Der suchende Wanderer‘).

## Bandgeschichte
Ins Leben gerufen wurde Falkenbach im Jahre 1989 mit der Veröffentlichung des ersten Demobandes Havamal, von dem nur neun Kopien produziert wurden, der Bandname tauchte auf diesem Demo jedoch noch nicht auf. Zu Beginn handelte es sich dabei um sehr folkloristische Musik, mit akustischer Gitarre, Perkussion und klarem Gesang, später bewegte sich die Musik immer mehr in Richtung Metal.
1995 nahm Vratyas Vakyas im isländischen Nationalpark Þingvellir die nach seinen Angaben erste offizielle Kassette Laeknishendr (alt-isländisch: ‚Heilende Hände‘) auf und veröffentlichte sie in einer Auflage von 33 Stück; die vorigen Aufnahmen waren nicht zur Weitergabe an ihm unbekannte Personen bestimmt. Seinen Angaben zufolge ging es ihm beim Versand der Kassette an Plattenfirmen nicht hauptsächlich um einen Plattenvertrag, sondern um Rückmeldung zu Musik und Texten. Viele der Plattenfirmen hätten die Kassetten jedoch kopiert oder sogar verkauft, und ihn trotz beigelegten Rückportos betrogen. Daher sah er eine 33er-Auflage als zu hoch an und veröffentlichte die nächste Kassette, Skinn af sverði söl valtiva (‚Die Sonne scheint auf die Schwerter von Göttern‘), in einer Auflage von 9 Stück und gab sie nur an Unterstützer und Freunde weiter, denen er vertraute, dass sie sie nicht tauschen würden. Rückmeldung bekam er laut eigener Angaben von Solistitium Records, No Colours Records, Merciless Records, Massacre Records, Adipocere Records, Morbid Records und Osmose Productions, drei dieser Plattenfirmen sollen Interesse an einem Vertrag mit Falkenbach gehabt haben. Er entschied sich für No Colours Records, weil diese Plattenfirma wahres Interesse am Konzept von Falkenbach gezeigt habe. Nach dem Vertragsabschluss wollten Steffen und Kay von No Colours noch eine Promokassette mit zwei oder drei Liedern, für die Vratyas Vakyas ein Lied von Laeknishendr und den Titel Galdralag wählte. Eine Bezahlung für die Kassette lehnte er ab, er sah sie als Geschenk an Freunde an. Tümmers’ eigenen Aussagen zufolge hat er über die Jahre neun Demobänder in Kleinstauflagen gegeben.
1995 begannen die Arbeiten am Debütalbum Fireblade, diese wurden jedoch aufgrund von Problemen mit dem Equipment abgebrochen. Vermutungen, dass diese von No Colours Records 1997 unter dem Bandnamen Vargas veröffentlicht wurden, dementierte dieser, obwohl die Songs von Vargas weitgehend aus Falkenbach-Material bestanden. Er gab jedoch 1998 im Chronicles of Chaos an, dass Vargas die einzige Band sei, die ähnliche Musik wie Falkenbach spiele.
Statt an Fireblade arbeitete Vakyas nun an …En their medh riki fara… (‚… Und glorreich werden sie passieren …‘), wobei ihm die Wahl des Studios, die Dauer der Aufnahmen und alle anderen Freiheiten überlassen wurden. Vratyas Vakyas kündigte an, dies werde vermutlich das einzige Album der Band bleiben. Aufgrund der schlechten Coverqualität wurde für die zweite Version ein anderes Booklet genommen. Die erste Version ist auf ca. 1500 Veröffentlichungen limitiert und enthält im Booklet das einzig vorhandene Foto von Vratyas Vakyas; seiner Meinung nach sollten Musik, Texte und Inhalte im Vordergrund stehen, Personenkult lehne er ab; außerdem gehe sein Privatleben niemanden etwas an, zu dem er kein persönliches Verhältnis habe. …En their medh riki fara… blieb die einzige Veröffentlichung auf No Colours Records, deren Veröffentlichung rechtsextremer Bands wie Graveland und Nokturnal Mortum für Vratyas Vakyas „weder der Grund dort zu unterschreiben, noch der Grund zu wechseln“ war; es sei ihm gleichgültig, welche Bands auf demselben Label wie Falkenbach sind oder im selben Magazin erscheinen.
1998 erschien das Nachfolgealbum …Magni blandinn ok megintiri… (‚… Gemischt mit Stärke und stolzer Pracht …‘) bei Napalm Records; das Album fiel melodischer aus als der Vorgänger und wurde von Fachzeitschriften hoch gelobt. Es ist das letzte Album, an dem Vratyas alleine beteiligt war. Danach wurde es still um das Projekt; In einem Interview sagte Tümmers, er „finde es  wichtig, den richtigen Zeitpunkt für ein Album zu haben, ohne dabei auf kommerzielle Aspekte zu achten.“ 2003 veröffentlichte er dann das Nachfolgealbum Ok nefna tysvar ty (‚Und rufe zweimal Tyr …‘). Zum ersten Mal waren mit drei Musikern der luxemburgischen Symphonic-Metal-Band Vindsval weitere Personen an Falkenbach beteiligt. Die sieben Lieder enthielten kaum noch Einflüsse des Black Metal, Tümmers verwendete nur in einem Lied (Vanadis) Screaming. Am 25. November 2005 erschien das vierte Album, Heralding the Fireblade. Es enthält Stücke, die auf dem ursprünglich geplanten Debütalbum Fireblade veröffentlicht werden sollten, und weitere Neuaufnahmen alter Demos; dementsprechend „deutlich haftet an ihnen der mächtige Geist des Debüts ‚…en their medh riki fara‘.“ Das Album enthält aber mehr Lieder als das Ursprungsalbum (Fireblade). Auch bei diesem Album wurde Tümmers durch die drei Vindsval-Musiker unterstützt.
Im Jahr 2006 erschienen die beiden Falkenbach-Tribut-Alben …an Homage to Falkenbach Part I und Part II mit Liedern von Eluveitie, Bewitched, Racheengel und weiteren Bands in einer Auflage von 500 Exemplaren.
Am 28. Januar 2011 erschien das fünfte Album Tiurida, am 1. August 2011 wurde bekanntgegeben, dass Vratyas Vakyas bei Prophecy Productions unterschrieb.
Am 26. April 2013 erschien das Lied Eweroun auf einer Vinyl-Single, die auf 500 Exemplare limitiert ist. Am 1. November erschien dann das dazugehörige Album Asa als CD und Schallplatte.

## Label
Markus Tümmers nimmt eine sehr kritische Haltung gegenüber „großen“ Plattenfirmen und Magazinen im Metal-Bereich ein und wirft ihnen vor, über Erfolg und Misserfolg einer Band zu bestimmen, indem sie finanzielle Interessen und Vermarktungsfähigkeit einer Band dem künstlerischen Potenzial vorzögen. Aus diesem Grund gründete Tümmers das eigene Label Skaldic Art, über das Alben unter anderem von Rivendell, Menhir und Vindsval veröffentlicht wurden, und in dem den Bands sämtliche künstlerische Freiheiten garantiert wurden. Aus Zeitmangel stellte Tümmers die Aktivitäten des Labels 2006 ein.

## Texte und Ideologie
Vratyas Vakyas interessiert sich hauptsächlich für zwei Theorien: Ásatrú und Vatan. Falkenbach beschäftigt sich oftmals mit Themen der Edda, die wie diese in altisländischer Sprache vorgetragen werden. Vratyas Vakyas besteht aber darauf, dass deren Thematik „nur ein Teil von vielen in den Texten Falkenbachs ist“; die Edda zeige, wie Ásatrú Wissen erhalte, das jedoch entziffert und von christlichen Zusätzen bereinigt werden müsse. Neben der Edda und eigenen Texten bezieht er sich unter anderem auch auf Tacitus. Gegenüber Voices from the Darkside äußerte Vratyas Vakyas, Falkenbach versuche, Personen zu erreichen, die im Herzen 100 % heidnisch seien, und eventuell einigen Personen neue Impulse zu geben. Es gehe ihm nicht um den Verkauf seiner Musik, sondern um die Vereinigung derer, die desselben Geistes und Blutes seien; Falkenbach sei kein „Führer“, sondern könne eher mit dem Gjallarhorn verglichen werden, das alle Heiden vereinigen werde. 99 % der Hörer würden die Botschaft missverstehen, aber der Rest sei es wert, dafür zu sterben; sollte es dieses eine Prozent jedoch nicht geben, gäbe es auch keinen Grund, Falkenbach fortzuführen.
Neben den altisländischen Versen aus der Edda verwendet Vakyas überwiegend englischsprachige Texte, auf Asa sind die Texte auf altem Limburgisch verfasst.
Vratyas Vakyas vertrat gegenüber dem polnischen Magazin Erupted Evil Mitte der 1990er Jahre ethnopluralistische Positionen und gab an, er könne „nicht verstehen, wie irgendjemand stolz auf eine Nation sein kann“, da es aufgrund des Multikulturalismus keine Länder mehr gebe, die es „wert sind, ‚Nation‘ genannt zu werden. Es gibt keine Grenzen und keine echte Identität mehr“. Er sei der Ansicht, „jede Rasse und jede Kultur“ sei erhaltenswert, was unmöglich sei, wenn man sie vermische, und fragte: „Wie kann ich stolz auf Deutschland sein, wenn sich kaum jemand mehr an seine eigenen Genies erinnert und Deutschland nicht mehr Germania ist?“ Allerdings distanziert sich Vratyas Vakyas ausdrücklich vom National Socialist Black Metal und dieser betont, dass seine Musik generell frei von jeglichen politischen Weltanschauungen sei.

## Diskografie

### Alben
- 1996: …En their medh riki fara… (CD/CDR/LP/MC; No Colours Records)
- 1998: …Magni blandinn ok megintiri… (CD/LP/MC; Napalm Records)
- 2003: Ok nefna tysvar ty (CD/LP/MC; Napalm Records)
- 2005: Heralding – The Fireblade (CD/LP; Napalm Records)
- 2011: Tiurida (CD/LP; Napalm Records)
- 2013: Asa (CD/2xCD/LP; Prophecy Productions)

### Demos und Singles
- 1989: Havamal (MC; Eigenvertrieb)
- 1990: Tanfana (MC; Eigenvertrieb)
- 1991: Towards Solens Golden Light (MC; Eigenvertrieb)
- 1995: Læknishendr (MC; Eigenvertrieb)
- 1995: Skinn av sverdhi sol valtiva (MC; Eigenvertrieb)
- 1995: Promo Tape ’95 (MC; No Colours)
- 2013: Eweroun (7"; Prophecy Productions)